# Banco Falabella
Banco Falabella es un banco perteneciente al Grupo Falabella el cual le da nombre a la institución financiera. Tiene operaciones en Chile, Colombia y Perú.

## Historia

### Banco Falabella Chile
El banco se constituyó oficialmente el 10 de agosto de 1998, luego de que la junta de accionistas de ING Bank (Chile) S.A. decidieran cambiar el nombre de la empresa a Banco Falabella, manteniendo así la licencia bancaria para operar dentro del territorio chileno. Dicha resolución fue publicada en el Diario Oficial de la República de Chile el 14 de agosto del mismo año.
Actualmente Banco Falabella está presente en las principales ciudades de Chile, especialmente en aquellas donde existen sucursales de la tienda departamental del mismo nombre. Sus oficinas centrales se ubican en Santiago Centro. Su presidente es Julio Fernández Taladriz y su gerente general es Maia Hojman Schnur.
En marzo de 2022 la institución financiera logró posicionarse como el segundo banco con mayor número de clientes de cuenta corriente en el país.

### Banco Falabella Perú
En Perú, el Banco Falabella tiene sucursales en las ciudades principales. Para 2014, ya el banco contaba con más de 1.530.000 clientes de tarjetas de crédito, préstamos y productos de ahorro. Desde el año 2022 ejerce la función de Gerente General en Perú Matías Aranguren.

### Banco Falabella Colombia
El 12 de mayo de 2011, la Superintendencia Financiera de Colombia autorizó la conversión de CMR Falabella S.A. a Banco Falabella Colombia, logrando obtener su licencia bancaria para operar en todo el territorio nacional colombiano. Luego de siete años de funcionamiento, en 2018 se posicionó como el cuarto emisor de tarjetas de crédito de Colombia, además del primero de tarjetas Mastercard en el país.

## Servicios financieros
Banco Falabella otorga servicios financieros a personas, enfocados en la entrega de préstamos y cuentas corrientes con tarjeta de crédito. Posteriormente, y siguiendo la tendencia, las tiendas departamentales Ripley (Banco Ripley) y París (Banco París y Caja Cencosud Scotia) establecieron sus propios bancos, aumentando la oferta de servicios a sus respectivos clientes.